# Anatolij Davydov
Anatolij Viktorovič Davydov (in russo Анатолий Викторович Давыдов?; Tula, 13 novembre 1953) è un allenatore di calcio ed ex calciatore russo, di ruolo difensore o centrocampista.
Come giocatore detiene il record di presenze con lo Zenit, avendo giocato 454 partite ufficiali con il club di San Pietroburgo.

## Carriera

### Calciatore
Da calciatore debuttò nella massima serie del campionato russo nel 1971 con il Metalurg Tula, nelle cui file rimase fino al 1975. In seguito legò il proprio nome allo Zenit Leningrado, di cui fu uno degli elementi di spicco negli anni d'oro del club, gli anni ottanta. Nel 1988 lasciò l'allora Leningrado e nel 1989 militò nel Lada Tol'jatti. Dopo una breve parentesi al Kryl'ja Sovetov Samara andò in Finlandia, al Ponnistus. Nel 1991 collezionò qualche presenza con l'oggi scomparsa Lokomotiv Leningrado, prima di fare rientro al Ponnistus. Nel 1995 militò nelle file del Foshan Fosidi, in Cina. Chiuse la carriera a 43 anni con lo Zenit nel 1997.

### Allenatore
Ha intrapreso la carriera di allenatore nel 1997 come assistente dell'allenatore dello Zenit, dove è rimasto fino al 2001. Dal 2002 al 2007 ha allenato Metallurg Lipeck, Sibir Novosibirsk e Tekstilščik-Telekom Ivanovo. Nel 2008 ha fatto ritorno allo Zenit come allenatore della squadra riserve. Nell'ottobre 2008 ha sostituito Dick Advocaat alla guida della prima squadra.